# Dorcadion balthasari
Dorcadion balthasari är en skalbaggsart som beskrevs av Heyrovský 1962. Dorcadion balthasari ingår i släktet Dorcadion och familjen långhorningar. Inga underarter finns listade i Catalogue of Life.